# Ongoing Strategy Investments
Ongoing Strategy Investments foi um grupo empresarial português com operações nas áreas de telecomunicações, media e tecnologia, especialmente em Portugal e no Brasil.
Esta empresa, que era cabeça do grupo liderado por Nuno Vasconcelos, foi declarada insolvente com uma gigantesca dívida no dia 26 de Agosto de 2016 .

## História
O Grupo Ongoing é a expressão dos investimentos da família Rocha dos Santos.
O percurso empresarial da família Rocha dos Santos iniciou-se no final do século XIX e inclui a criação da Sociedade Nacional de Sabões (SNS), conglomerado industrial que, após 1974, chegou a ser o maior grupo privado português.
A decisão tomada pela família Rocha dos Santos de desinvestir no grupo SNS e de diversificar as suas aplicações através do mercado de capitais, culminou com a criação, em 2004, da "Ongoing Strategy Investments", presidida por Nuno Vasconcellos. A Ongoing incorporou o objectivo de racionalizar e profissionalizar a gestão dos investimentos da família, com um foco estratégico em Portugal e no mercado da lusofonia. Foram então identificados como prioritários os sectores de telecomunicações, media e tecnologia, serviços financeiros, energia, infra-estruturas, imobiliário e serviços.
O principal investimento do grupo Ongoing foi feito na Portugal Telecom, empresa líder do mercado português de telecomunicações e que tem uma posição relevante de 25,6% no capital da brasileira Oi, na qual detém uma participação de 10,05%. Ainda no sector das telecomunicações, detém uma posição qualificada de 3,29% na Zon Multimédia.
No sector da comunicação social, a Ongoing é proprietária do jornal Diário Económico e do canal de televisão de economia e negócios Económico.tv (Etv), afirmando-se como líder do segmento de informação económica em Portugal. No sector da tecnologia, os interesses do grupo estão concentrados na holding BRZ tech, que integra as empresas IBT - que desenvolveu uma tecnologia pioneira de Real Time para a Internet -, HIS e Mobbit Systems.
No Brasil, a Ongoing tem 29,9% do grupo EJESA, empresa que publica o jornal Brasil Econômico e os jornais Meia Hora e O Dia. Em Abril de 2012, o grupo comprou o portal IG. A Ongoing detinha também participações no Banco Espírito Santo e no Espírito Santo Financial Group. Em 2016, o grupo reestruturou e transferiu os seus negócios de Portugal, onde se encontravam em situação de insolvência, para o Brasil.
A 26 de Outubro de 2016, a Assembleia de Credores decidiu a liquidação da empresa e o encerramento imediato de toda a sua actividade. Na altura da sua liquidação tinha dívidas acumuladas à banca na ordem dos 1,1 mil milhões de euros, das quais se destacam 438 milhões de euros ao Novo Banco, 282 milhões ao BCP e 15 milhões ao Montepio, desconsiderando juros.